# 湊川部屋
湊川部屋（みなとがわべや）は、かつて存在した相撲部屋。

## 沿革
雷部屋の幕内由良ノ海楫五郎が二枚鑑札で部屋経営をはじめた。嘉永5年（1852年）10月に3代湊川が亡くなると幕下藤ノ戸亀吉が継ぎ、文久3年（1863年）7月に4代湊川が死去すると、十両茂り山が二枚鑑札で継承し四股名も湊川四良兵衞と改めた。幕内鬼ヶ﨑綱之助らを育てる。1890年（明治11年）2月に5代湊川が死去し部屋は閉じられ、所属力士は八角部屋に移籍した。その中に後の幕内小天竜与三郎がいた。
大正初年に関脇綾浪源逸が部屋を興し、綾錦由之丞、楢錦政吉などの個性派力士を輩出したが、1927年（昭和2年）10月に親方が亡くなると、綾錦と楢錦が相続を争い、結局楢錦は廃業に追い込まれた（この間力士たちは追手風部屋や振分部屋に預けられていた）。綾錦の親方も、幕内中堅どころで若手いじめの登竜門として〈追いはぎ〉の異名をとった金湊仁三郎などのくせのある力士を育て、中堅部屋として存在感を出していた。
二所ノ関部屋を率いた玉錦が若い頃に酒で暴れて立場を悪くした時、綾浪は親身になって玉錦を庇って救ったことがあった。この時のことを恩に感じた玉錦は、綾錦の時代に財政的に苦しかった湊川部屋を助け、綾錦の弟子を二所ノ関部屋の力士同様に扱った。こうした経緯から、戦後の1948年5月場所限りで湊川部屋は閉鎖されて二所ノ関部屋に身を寄せた。
二所ノ関部屋の幕内十勝岩豊が株を継承し、1953年（昭和28年）5月に再び部屋を興し、幕内大龍志郎を育てたが、部屋別総当たり制の導入を前に、1965年（昭和40年）1月限りで部屋を閉じ、二所ノ関に戻った。